# Тампа-Бэй Бакканирс
Тампа-Бэ́й Баккани́рс (англ. Tampa Bay Buccaneers) — профессиональный клуб по американскому футболу, выступающий в Национальной футбольной лиге и базирующийся в Тампа, Флорида. Команда была основана в 1976 году и в настоящее время состоит Южном дивизионе Национальной футбольной конференции (НФК) в Национальной футбольной лиге. Они являются единственной командой в дивизионе, кто не перешёл из старого Западного дивизиона Национальной футбольной конференции. Клуб вместе с «Сиэтл Сихокс» вступил в НФЛ в 1976 году в связи с расширением команды. Бакканирс сыграли первый сезон в Западном дивизионе Американской футбольной конференции как часть плана 1976 по расширению команды. По окончании сезона они сменили конференцию вместе с Сиэтл Сихокс и стали частью НФК. Сейчас клубом владеет семья Глейзеров. Домашние встречи клуб проводит на Рэймонд Джеймс Стэдиум в Тампе.
Бакканирс является первой командой после слияния, выигравшей титул победителя дивизиона и победившая в плей-офф играх, а также являвшаяся хозяином и игроком встреч чемпионата Конференции, состоявшихся в ходе сезона 1979 года. Они также являются первой командой после слияния, завершившей победоносный сезон, начавшийся с 10 или более новичками, которые пришли в сезоне 2010 года. В 1976 и 1977 годах Бакканирс проиграли свои первые 26 игр.
После короткого периода побед в конце 1970-х и начале 1980-х, команда терпела поражения 14 сезонов подряд. Затем, в течение 10 лет, они соперничали в плей-оффе и в конце сезона 2002 года победили в финале Супербоул XXXVII. Спустя 18 лет они повторят свой успех выиграв Супербоул LV.

## «Tampa Bay» в названиях
Словосочетание Tampa Bay часто используется для обозначения географической городской местности, содержащую водную поверхность, также известную как залив Тампа, включающий в себя населённые пункты Тампа, Сент-Питерсберг, Клируотер и Брейдентон. В отличие от Грин-Бей (Висконсин) здесь нет муниципалитета с названием Tampa Bay. В названиях профессиональных спортивных клубов «Tampa Bay» является франшизой, используемой командами «Баккэнирс», «Тампа-Бэй Раудис», «Тампа-Бэй Рейс», «Тампа-Бэй Лайтнинг», «Tampa Bay Storm» и другими, означающее, что они представляют весь регион, а не только Тампу или Сент-Питерсберг.

## Названия
- Tampa Bay Buccaneers (с 1976)

## Достижения
Победители чемпионата лиги (1)
- Победители Супербоула (1)
  - 2002 (XXXVII)
  - 2020 (LV)

Победители конференции (2)
- НФК: 2002, 2020.

Победители дивизиона (10)
- Центр НФК: 1979, 1981, 1999
- Юг НФК: 2002, 2005, 2007, 2021, 2022, 2023, 2024.

Выходы в плей-офф (15)
- НФЛ: 1979, 1981, 1982, 1997, 1999, 2000, 2001, 2002, 2005, 2007, 2020, 2021, 2022, 2023, 2024.

## История команды

### 1976—1978
Баккэнирс присоединились к лиге НФЛ в 1976 году, войдя в состав дивизиона AFC West. В следующем году, «пираты» переместились в дивизион NFC Central, из-за того, что в 1976 появилась ещё одна команда — «Сиэтл Сихокс», которые поменялись конференциями. В результате, Сиэтл оказался в AFC West, а Тампа осталась в NFC Central.
Баккэнирс начали своё выступление в НФЛ провально, установив антирекорд — они потерпели 26 поражений подряд, после своей первой официальной игры.
Первая победа была одержана в 1977 году против «Нью-Орлеан Сэйнтс». Тренер команды был тут же уволен. Затем «пираты» снова одержали победу, на этот раз против «Аризона Кардиналс». Тренер этой команды был также уволен.

### 1979—1982
Сезоном позже ситуация в Тампе улучшилась. Связкой квотербека Дога Уильямса, тайт-энда Джемми Гилса, раннинбека Рики Белла и будущего члена Зала Славы НФЛ Ли Роя Сэлмона, «Баккэнирс» начали сезон 5 победами подряд. Это достижение изобразилось на журнале Sports Illustrated.
До конца сезона оставалось сыграть 4 матча, Тампе требовалось одержать хотя бы одну из них, чтобы впервые в своей истории выйти в плей-офф. Первую игру Тампа проиграла Миннесоте Вайкингс, со счетом 23-22. Затем Тампа потерпела поражение от «Чикаго Беарз» (14-0) и от «Сан-Франциско Форти Найнерс». В последней игре сезона, «пираты» играли против «Канзас-Сити Чифс» под ужасным ливнем, однако одержали победу со счетом 3-0 и впервые в своей истории вышли в плей-офф.
В дивизионном раунде (англ. Divisional Round) Тампа одержала победу над «Филадельфия Иглз» со счетом 24-17 и вышла в финал Конференции. Однако потерпели поражение от «Лос-Анджелес Рэмс» (9-0).
В 1981 году «пираты» снова вышли в плей-офф, одержав уверенную победу над «Детройт Лайонс». Но затем, в дивизионном раунде, Баккэнирс были «уничтожены». «Даллас Ковбойз» одержали победу со счётом 38-0. Сезоном позже Тампа проиграла плей-офф в первом раунде.

### 1983—1996
В этот период истории для Тампы наступили тёмные времена. Квотербек команды Дог Уильямс покинул команду, так как его не устраивала зарплата. Команда не могла выйти в плей-офф 14 лет.

### 1997—2001
Смерть владельца Хью Кулверхауса в 1994 году осложнила ситуацию в Тампе — клуб практически стал банкротом, что удивило очень многих. Его сын-тёзка согласился продать «Баккэнирс». В приобретении «пиратов» были заинтересованы владельцы команд Главной Бейсбольной Лиги (MLB) «Нью-Йорк Янкис» и «Балтимор Ориолс». Однако в январе 1995 года на последней минуте аукциона Малкольм Глейзер выкупил «Тампу» за 192 миллиона долларов, что стало рекордом в мировом спорте. Малькольм буквально сразу же отдал своим сыновьям (Брайан, Эдвард и Джоэл) некоторые полномочия в команде, но в основном сыновья отвечали за финансы клуба. Команда осталась в Тампе. Глейзер пригласил на работу главного тренера координатора защиты Миннесоты Вайкингс Тони Данжи, а в 1998 завершил постройку нового стадиона команды — Рэймонд Джеймс Стэдиум (до этого «Баккэнирс» играли на Тампа Стэдиум).
В первом сезоне после прихода Тони Данжи провалы «Баккэнирс» ещё не закончились, и Тампа снова не вышла в плей-офф. В 1997 сезоне «пираты» стартовали пятью победами подряд, благодаря этому команда снова красовалась на обложке Sports Illustrated. «Баккэнирс» вышли в плей-офф, как команда уайлд-кард. Тампа одержала победу над «Детройт Лайонс» (20-10), но в дивизионном раунде потерпела поражение от «Грин-Бей Пэкерс» (21-7). Ожидания на следующий сезон были крайне высокими.
В 1998 году «пираты» начали играть на новом стадионе (Рэймонд Джэймс Стэдиум), однако завершили сезон с результатом 8-8 и не попали в плей-офф, что удивило многих.
1999 год вышел для Тампы гораздо удачливее. Пираты завершили сезон с результатом 11-5 и третий раз в своей карьере одержали победу в своем дивизионе. В дивизионном раунде Тампа одержала победу над Вашингтон Редскинз (14-13), но в финале Конференции потерпела поражение от будущего победителя Супербоула — «Сент-Луис Рэмс».
В 2000 и 2001 сезоне Тампа снова выходила в плей-офф, но как команда уайлд-кард. И оба раза потерпела поражение от «Филадельфия Иглз». Тони Данжи был уволен после сокрушительного поражения со счетом 31-9.

### 2002: Обладатели Супербоула
После увольнения Тони Данжи у пиратов снова освободилось место главного тренера. Малкольм Глейзер направил взгляд на главного тренера «Окленд Рэйдерс» Джона Грудена. Правда, для его подписания пришлось отдать «Окленду» 4 драфт-пика. Причина всему: Груден до сих пор был под контрактом, а его услуги были крайне высокие, так как Джон два года подряд приводил Рэйдерс к чемпионству в своем дивизионе.
После прихода Грудена новый главный тренер команды всерьёз задумался о линии нападения «пиратов». Квотербек Брэд Джонсон, ресиверы Кишоун Джонсон, Джо Джуревишиус стали мощной силой под руководством Грудена, который обучал Тампу Восточной системе нападения. Но не только нападение принесло «Баккэнирс» Супербоул. Защита «пиратов» на тот момент являлась лучшей в лиге, в состав которой входили такие игроки, как Уоррен Сэпп, Джон Линч и Деррик Брукс (все были задрафтованы Тампой). Однако защита уже была на очень высоком уровне, поэтому Джон в основном занимался нападением.
В стартовом матче сезона «Баккэнирс» потерпели поражение от «Нью-Орлеан Сэйнтс», а затем одержали 5 побед подряд. В следующей игре — против «Филадельфия Иглз», которые два года подряд выбивали «пиратов» из плей-офф — Тампа снова потерпела поражение. В конце концов «Баккэнирс» одержали победу в новом для себя дивизионе («Баккэнирс» были перемещены в NFC South к «Каролина Пантерз», «Атланта Фэлконс» и «Нью-Орлеан Сэйнтс»), установив новый рекорд команды — 12-4. Деррик Брукс стал лучшим защитником года в НФЛ.
В дивизионном раунде «пираты» разгромили «Сан-Франциско Форти Найнерс» (31-6) и вышли в финал Конференции, где «Баккэнирс» должны были играть против «Филадельфия Иглз».
Как только начался матч, «Иглз» уже завладели преимуществом, однако Тампа смогла выйти вперед, благодаря усилиям Брэда Джонсона, Джо Джуревишиуса и фуллбэка Майка Олстатта. За несколько минут до конца матча «пираты» вели со счетом 20-10. Казалось бы, победа уже добыта. Но это стало ясно, только после возвращения перехвата в тачдаун, который сделал корнербэк Ронде Барбер. «Баккэнирс» одержали победу со счетом 27-10 и впервые в своей истории вышли в финал Супербоула.
Финал проводился 26 января 2003 года в Сан-Диего, родном городе Джона Линча. Соперниками «Баккэнирс» стали «Окленд Рэйдерс», команда, которой Джон Груден руководил сезоном ранее. «Пираты» разгромили «Рэйдерс» со счётом 48-21. Основной вклад внесла защита Тампы. «Баккэнирс» сделали 5 перехватов (Декстер Джексон — 2, Дуайт Смит — 2, Деррик Брукс), 3 из которых были возвращены в тачдаун, установив тем самым рекорд НФЛ.

### 2003—2008
После победы в Супербоуле «Баккэнирс» стали выступать крайне нестабильно. Из команды постепенно стали уходить лидеры: Брэд Джонсон, Кишоун Джонсон, Джо Джуревишиус и другие. Но самым мощным потрясением стало увольнение сразу двух лучших защитников «пиратов» — Уоррена Сэппа и Джона Линча. Всё это произошло под новым генеральным менеджером Тампы — Брюсом Алленом. В 2005 году Тампа провела свой 30-й сезон в НФЛ и смогла выйти в плей-офф (11-5), но потерпела поражение от «Вашингтон Редскинз» со счетом 17-10 в стадии уайлд-кард. В 2005 и 2006 году «пираты» не смогли выйти в плей-офф. В 2007 году «Баккэнирс» завершили сезон с результатом 9-7 и на этот раз попали в стадию уайлд-кард, где проиграли будущим победителям Супербоула «Нью-Йорк Джайентс». В 2008 году клуб «Баккэнирс» заново подписал Джона Грудена и Брюса Аллена, которые должны были находиться в расположении команды до 2011 года. Всё складывалось очень оптимистично, «Баккэнирс» шли 9-3 и, казалось бы, плей-офф уже достигнут. Однако Тампа потерпела 4 поражения подряд и осталась «за бортом».

### 2009—2011: Эра Рахиима Морриса
В январе 2009 году «Баккэнирс» уволил Джона Грудена. Его место занял координатор защиты Рахиим Моррис. Брюс Аллен также был уволен, а его место занял Марк Доминик. Состав также потерпел изменения: из команды ушли Деррик Брукс, Джои Гэлловэй и Джефф Гарсия. Тампа подписала тайт-энда Келлена Винслоу Младшего и квотербека Байрона Лэфтвича, в то же время задрафтовав квотербека Джоша Фримэна.
Тампа начала сезон крайне неудачно (0-7). Из команды были уволены Лефтвич и Джош Джонсон (оба — квотербеки). Задрафтованный Джош Фриман стал основным квотербеком. В первом же матче он одержал победу над «Грин-Бей Пэкерс». Тампа завершила сезон провально — 3-13.
В 2010 году «Баккэнирс» удивили многих, завершив сезон с результатом 10-6, однако в плей-офф выйти не удалось. Стартовый квотербек Джош Фриман провел потрясающий сезон, осуществив 25 тачдаунов и 6 перехватов, что стало рекордом в «Баккэнирс». Также очень удачно сезон провели задрафтованный ресивер Майк Уильямс и раннинбек ЛеГарретт Блаунт.
В 2011 году от Тампы было много ожиданий. Однако «Баккэнирс» завершили сезон с результатом 4-12. В результате был уволен Рахиим Моррис и координатор нападения.

### 2012: «Путь Пирата»
Спустя 3 недели после уволнения Рахиима Морриса, клуб подписал на должность главного тренера Грега Шиано, который сезоном ранее тренировал команду NCAA «Ратгерс Скарлет». Слоган «Путь Пирата» стал крайне популярен среди болельщиком команды и телевизионных трансляций.
В первый день трансферного окна, «Баккэнирс» подписали Винсента Джексона (ресивер) и Карла Никса (офенсив-лайн). Однако этого оказалось мало для Тампы: сезон завершился результатом 7-9, и команда снова не попала в плей-офф. Единственным светлым пятном стал новичок команды раннинбек Дог Мартин, который был задрафтован Тампой 31-м пиком. В первом сезоне за «пиратов» Дог набрал 1454 ярда на выносах, занеся при этом 11 тачдаунов. Квотербек команды Джош Фриман улучшил свои результаты по сравнению с сезоном 2011 года (16-2), бросив 27 тачдаунов и 17 перехватов и 4065 ярдов, установив тем самым 2 рекорда «Баккэнирс».

### 2013
Во время трансферного окна «Баккэнирс» устроили настоящий «бум!», обменяв у «Нью-Йорк Джетс» лучшего корнербэка Лиги Даррелла Ревиса (за 2 раунд-пика), который был вынужден пропустить весь сезон 2012 из-за разрыва крестовых связок. Также был подписан сэфти «Сан-Франциско Форти Найнерс» Дэшон Гулдсон, который стал свободным агентом. На Драфте под 43-м пиком был выбран ещё один корнербэк — Джонтан Бэнкс. Защита «Баккэнирс», которая в 2012 году была худшей против передач, значительно усилилась.
Однако сезон снова начался не лучшим образом. В первых двух матчах сезона Тампа потерпела досадные поражения от «Нью-Йорк Джетс» и «Нью-Орлеан Сэйнтс», пропустив в конце обоих матчей филдголы, приведшие к поражениям.
После поражения от «Сэйнтс» в Интернет-ресурсах пошли разговоры о том, что у Грега Шиано не складываются отношения с командой и что он «теряет контроль».

### Сезон 2020: приобретение Тома Брэди и второе чемпионство
В межсезонье "Бакс" купили квотербека Тома Брэди и Роба Гронковски и сильно улучшили нападение. В итоге в сезоне 2020 года Тампа-Бэй занял первое место впервые с 2007 года после победы 47–7 над «Детройт Лайонс» на 16-й неделе. К концу регулярного сезона 2020 года Брэди установил рекорд «Бакс» по пасовым тачдаунам с 40. В той же игре ресивер Майк Эванс установил рекорд НФЛ по 1000-ярдовым сезонам подряд, начав свою карьеру с 7-ми подряд 1000-ярдовыми сезонами.
В плей-офф Тампа-Бэй победили Вашингтон Футбол Тим 31–23 в раунде wild card, и это была их первая победа в постсезоне после победы в Супербоуле XXXVII в 2002 году. В дивизионном раунде они победили Сэйнтс 30–20 и прошли в чемпионскую игру НФК. Затем они победили Пэкерс, чтобы перейти в Супербоул LV для второго выступления франшизы в Супербоуле, столкнувшись с действующими чемпионами, Канзас-Сити Чифс. Тампа-Бэй победила Чифс со счетом 31–9 и выиграли свой второй титул Супербоула. Таким образом, Бакс стали первой командой в истории НФЛ, которая сыграла и выиграла Супербоул, который проводился на её домашнем стадионе.

## Радио и телевидение
В настоящее время флагманскими радиостанциями команды являются WXTB и WDAE. Спортивным комментатором с 1989 года является Джин Декерхофф, бывший игрок команды Дейв Мур с 2007 года занимается студийной аналитикой, а Ти Джей Ривс был репортёром боковой стороны.
Ранее игры освещали
- Спортивный комментатор: Рэй Скотт (в 1976 и 1977 году), Дик Криппен (первая половина сезона 1978 года) и Джим Gallogly (вторая половина сезона), Марк Чемпион (1979—1988)
- Студийный аналитик: Дейв Коцоурек (конец 1970-х — начало 1980-х), Фрэнк Курчи, Джесси Вентура (1990), бывший игрок команды Дэвид Логан (1991—1998), Скотт Брентли (1999—2005), бывший игрок «буканьеров» Харди Никерсон (2006),
- Репортёр боковым линии ранее был Ронни Лейн[3].

В настоящее время партнёрская радиосеть «Тампы» состоит из:
- Тампа — 97.9 FM WXTB (с 2017 года)
- Тампа — 96.1 FM WTMP-FM and 1470 AM WMGG (Spanish-language broadcasts)
- Форт-Майерс — 99.3 FM WWCN
- Эрнандо — 1450 AM WWJB
- Майами — 940 AM WINZ
- Орландо — 740 AM and 96.9 FM WYGM
- Золотое побережье/Космическое побережье — 95.9 FM WROK
- Вест-Палм-Бич — 640 AM WMEN

Регулярные и пост-сезонные игры команды транслируются общенациональными и кабельными телесетями CBS, Fox, NBC, ESPN и NFL Network. Предсезонные игры с 2011 года показывают WTSP-CBS 10 и NBC 2 (район Орландо).
Транслируемые игры флоридской команды на CBS, Fox и NBC показываются в Тампе на местных каналах WTSP, WTVT Fox 13 и WFLA NBC 8, в то время как в Орландо — WKMG, WOFL и WESH. Большая часть игр транслируется принадлежащими Fox телестанциями WTVT и WOFL, которые транслируют игры НФК. WTSP и WKMG показывают домашние игры «буканьеров» против команд АФК. Выходящая на ESPN Monday Night Football и ночные игры по вторникам NFL Network показывает WMOR-TV.
В ранние годы франшизы ряд предсезонных игр Тампы показывал филиал СBS WTVT, одну из таких игр 1978 года спортивный комментатор Энди Харди комментировал вместе с актёром Бёртом Рейнольдсом.

## Рекорды
- Филд-гол с 62 ярдов Мэтта Брайанта, ставший победным против команды «Филадельфия Иглз» в 2006 году, был вторым по дальности филд-голом за всю предыдущую историю НФЛ.
- До 26 декабря 2007 года «Бакканирс» оставалась единственной командой, которая никогда не возвращала кикк-офф в тачдаун в регулярном сезоне. Эта «чёрная полоса» оборвалась, когда Майкл Спорлак возвратил кикк-офф в матче против Атланты Фэлконс.